# Seznam silnic I. třídy v Česku
Toto je seznam silnic I. třídy v Česku. V ČR je v současnosti 69 silnic I. tříd. Silnicemi I. třídy naopak nejsou dálnice a místní komunikace I. třídy (například městské okruhy v Praze a Brně či radiály a spojky).

## Systém číslování
Pro číslování silnic I. třídy se v Česku používá spojitá řada jedno- až dvouciferných čísel. Základní průběh číslování: Praha (1) – silnice vycházející radiálně z Prahy ve směru jihovýchod – jih – západ – sever – východ (2–12) – silnice v severní části Čech (13–17) – v jižní a západní části Čech (18–27) – znovu v severní části (28, 30) – ve východní části Čech a na pomezí Čech a Moravy (31–38) – od Brna na střední Moravu až Slezsko (41–48) – na jihu Moravy (49–55) – na východě Moravy (56–58). Tento systém byl doplněn a místy mírně narušen po přečíslování roku 1997, kdy byla vložena nebo odjinud převedena čísla 29, 39, 40 a doplněna další čísla v řadě od 59 až do 71 (zejména pro kratší úseky nově povýšené do kategorie I. třídy). V současnosti chybí v řadě pouze silnice č. 5 a silnice č. 1. Silnice č. 5 je zcela nahrazena dálnicí D5 a převedena na silnici II. třídy č. 605 a silnice č. 1 od 1. 1. 2016 v rámci reformy pojetí dálniční sítě byla společně s většinou rychlostních silnic převedena z kategorie rychlostních silnic do kategorie dálnic a přejmenována z rychlostní silnice R1 na dálnici D0.
V některých případech se za číslem silnice uvádí ještě písmenný index. U silnic I. nebo II. třídy index „A“ až „G“ nebo „N“ se používá k označení ramene směrově dělené silnice tam, kde část komunikace pro druhý směr není rovnoběžná s částí komunikace pro první směr, a index „H“ až „Z“ kromě „N“ se používá k označení tahů na předběžně vložených částech silničních tahů, tj. tahů evidovaných v datové základně silniční sítě ještě před rozhodnutím ministerstva dopravy o změně v silniční síti, a předběžně zrušených tahů. U silnic I. a II. třídy se větev či rameno s indexem považuje za součást silnice s daným číslem bez indexu. Na dopravním značení se tento písmenný index nevyznačuje.

## Seznam silnic
(stav k 1. 1. 2023)
| Označení | Trasa (křížení se silnicemi I. třídy a s dálnicemi) | Délka (km) | Z toho Silnice pro motorová vozidla | OpenStreetMap |
| -------- | --- | ---------- | ----------------------------------- | ------------- |
|          | Praha – Říčany – Kutná Hora () – Pardubice () | 87,433 km  |                                     | 3267609       |
|          | Mirošovice ( km 21) – Benešov – Olbramovice () – Chotoviny (úsek přerušení km 70 – km 79) – Tábor () – Dráchov () – Veselí nad Lužnicí (úsek přerušení km 104 – km 109) – Bošilec – České Budějovice (, ) – Kamenný Újezd () – Dolní Dvořiště – Rakousko | 138,235 km |                                     | 3267628       |
|          | Praha ( km 10) – Jíloviště (úsek přerušení km 11 – km 46) – Háje – Milín () – Lety () – Mirotice-Radobytce (úsek km 77 – km 84) – Třebkov-Nová Hospoda () – Strakonice () – Volyně – Vimperk – Strážný – Německo | 107,55 km  |                                     | 3267977       |
|          | Nové Strašecí (úsek km 32) – Řevničov () – Bukov () – Lubenec – (úsek přerušení km 79 – km 82) – Bošov – Karlovy Vary () – Jenišov – (úsek přerušení km 131 – km 169) – Cheb () – Pomezí nad Ohří – Německo | 94,634 km  | 2,482                               | 3267999       |
|          | Praha ( km 29) – hranice Prahy (úsek přerušení km 2 – km 18) – Knovíz – Slaný () – Louny () – Postoloprty (úsek přerušení km 56 – km 78) – Spořice – Chomutov () – Hora Svatého Šebestiána – Německo | 49,65 km   | 10,125                              | 3268009       |
|          | krátký úsek u hranic Prahy – (úsek přerušení km 0 – km 52) – Velemín – Bystřany () – Teplice () – Dubí () – Cínovec – Německo | 38,055 km  |                                     | 3268011       |
|          | ( km 0) – Mělník () – Jestřebí () – Zahrádky () – Česká Lípa – Nový Bor () – peáž po trase – Svor () – Varnsdorf – Rumburk – Německo | 106,461 km |                                     | 3268012       |
|          | Ohrazenice ( km 71, ) – peáž po trase – Turnov () – Tanvald () – Harrachov-Mýto () – Harrachov – Polsko | 49,169 km  | 0,574                               | 5824223       |
|          | Choťánky-Vrčení () – hranice Středočeského kraje (úsek přerušení ) – Hradec Králové-Plotiště ( km 95) – Hradec Králové (, ) – Čestice – Vamberk () – Žamberk – Červená Voda () – Štíty () – Bludov () – Šumperk – Rapotín () – Bruntál () – Opava (, ) – Ostrava ( km 354, , ) – Havířov – Český Těšín ( km 70, , úsek přerušení ) – Třinec-Nebory () – Třinec – Jablunkov – Slovensko | 291,329 km | 26,74                               | 3267596       |
|          | Praha – Český Brod – Kolín () | 34,589 km  |                                     | 3267598       |
|          | Karlovy Vary () – Ostrov () – Chomutov () – Most (, ) – Teplice () – Chlumec () – Knínice ( km 80) – Děčín () – Nový Bor () – peáž po trase – Svor () – Bílý Kostel nad Nisou () – Liberec (, ) – Habartice – Polsko | 218,385 km |                                     | 3267600       |
|          | Liberec (, ) – Jablonec nad Nisou () – Tanvald () – Harrachov-Mýto () – Vrchlabí – Trutnov (, ) – Náchod () – Náchod-Staré Město nad Metují () – Nové Město nad Metují – Vamberk () – Ústí nad Orlicí – Česká Třebová – Třebovice () | 193,579 km | 2,249                               | 3267602       |
|          | Most () – Skršín () – Lovosice ( km 48, , ) – Litoměřice – Zahrádky () | 72,875 km  |                                     | 2549340       |
|          | Řevničov () – Slaný () – Nová Ves ( km 18) – Mělník () – Mladá Boleslav-Bezděčín ( km 39 – km 44) – Mladá Boleslav – Jičín (, ) – Trutnov (, ) – Královec – Polsko | 190,703 km |                                     | 3267604       |
|          | Čáslav () – Chrudim () – Zámrsk () | 57,063 km  |                                     | 3267605       |
|          | Rožmitál pod Třemšínem () – Příbram () – Skalka ( km 41) – Olbramovice () | 62,341 km  |                                     | 3267606       |
|          | Nezbavětice () – Rožmitál pod Třemšínem () – Lety () – Milevsko – Oltyně () – Tábor ( km 76 – km 79) – Pelhřimov (úsek přerušení ) – Pohled – Žďár nad Sázavou () – Nové Město na Moravě – Sebranice () | 223,904 km |                                     | 3267608       |
|          | Jenišov () – Plzeň (, ) – Plzeň-Černice ( km 73) – Nezbavětice () – Blatná – Třebkov-Nová Hospoda ( km 84) – Písek () – Vodňany () – České Budějovice () | 211,16 km  | 6,298                               | 3267616       |
|          | Bor-Nová Hospoda ( km 128) – Planá – Okrouhlá-Jesenice ( km 162) – peáž po trase – Cheb ( km 169, ) – Františkovy Lázně () – Vojtanov – Německo | 60,928 km  |                                     | 3267622       |
|          | Draženov () – Domažlice – Klatovy () – Strakonice () – Vodňany () | 110,609 km |                                     | 3267623       |
|          | Dráchov ( km 100, ) – Kardašova Řečice – Jindřichův Hradec () – peáž po trase – Jarošov nad Nežárkou () – Telč – Markvartice-Kasárna () – Třebíč – Omice-Kývalka (úsek přerušení km 182 – km 190) – Ostopovice – Brno-Pisárky () | 145,214 km | 2,792                               | 2081478       |
|          | Veselí nad Lužnicí () – Třeboň () – Halámky – Rakousko | 49,629 km  |                                     | 3267646       |
|          | Ostrov () – Jáchymov – Boží Dar – Německo | 13,702 km  |                                     | 3267625       |
|          | Ejpovice ( km 67) – Plzeň (, ) – Líně-Sulkov ( km 89) – Horšovský Týn – Draženov () – Česká Kubice-Horní Folmava – Německo | 76,886 km  | 4,371                               | 3267626       |
|          | Dubí () – Litvínov – Most (, ) – Žiželice () – Žatec – Bukov () – Kralovice – Plzeň (, ) – Plzeň-Litice () – Klatovy () – Železná Ruda – Německo | 216,771 km | 8,953                               | 2540255       |
|          | Louny () – Skršín () | 14,43 km   |                                     | 2517418       |
|          | Písek () – Opařany-Oltyně () Do roku 2005 se číslo 29 užívalo k označení pražského městského okruhu, nyní se užívá označení MO. V roce 1987 byla jako silnice 29 označena Spojovací ulice v Praze, která propojovala silnice I/12 a I/10, avšak nebyla součástí I. ani II. okruhu | 33,346 km  |                                     | 3267627       |
|          | Lovosice ( km 48) – Ústí nad Labem () – Úžin ( km 74) – Chlumec () | 32,737 km  |                                     | 2552846       |
|          | silniční okruh Hradce Králové | 6,33 km    |                                     | 3267630       |
|          | Libice nad Cidlinou ( km 42) – Kopidlno – Jičín () | 39,154 km  |                                     | 3267631       |
|          | Hradec Králové (, ) – Jaroměř () – Náchod () – Polsko | 39,344 km  |                                     | 3267632       |
|          | České Budějovice () – Třeboň () – Jindřichův Hradec () – Jarošov nad Nežárkou () – Pelhřimov () – Humpolec ( km 90) – Havlíčkův Brod () – Pohled () – Ždírec nad Doubravou () – Svitavy () – Koclířov () | 202,351 km | 5,934                               | 3267633       |
|          | Polsko – Hrádek nad Nisou – Chrastava () – Liberec () – Ohrazenice () – peáž po trase – Turnov () – Jičín () – Úlibice () – Hořice – Hradec Králové (, ) – Holice () – Zámrsk () – Vysoké Mýto – Litomyšl – Svitavy-Lačnov () – Koclířov () – Moravská Třebová – Mohelnice (, úsek přerušení km 235 – km 261) – Křelov – Olomouc (, ) – Přáslavice (úsek přerušení km 281 – km 296) – Lipník nad Bečvou ( km 296, ) – peáž po trase – Hranice () – Valašské Meziříčí () – Rožnov pod Radhoštěm () – Hlavatá () – Slovensko | 284,957 km | 40,055                              | 3267971       |
|          | Nové Město () – Chýšť ( km 68) – Pardubice () – Holice () – Čestice () | 37,076 km  |                                     | 3267972       |
|          | Trutnov (, ) – Jaroměř () – Hradec Králové () – Opatovice nad Labem ( km 129) – Pardubice-Ohrazenice () – Pardubice () – Chrudim () – Ždírec nad Doubravou () – Žďár nad Sázavou () – Velká Bíteš ( km 162) | 150,194 km | 14,218                              | 3267974       |
|          | Jestřebí () – Mladá Boleslav ( km 46) – peáž po trase – Mladá Boleslav-Bezděčín ( km 39) – Nymburk – Poděbrady ( km 39) – Kolín () – Kutná Hora () – Čáslav () – Havlíčkův Brod () – Jihlava ( km 112) – Markvartice-Kasárna () – Znojmo () – Chvalovice-Hatě – Rakousko | 257,111 km |                                     | 3267975       |
|          | Kamenný Újezd () – Český Krumlov – Horní Planá – Volary – Lenora-Houžná () | 71,952 km  |                                     | 3267976       |
|          | Mikulov () – Břeclav () | 20,891 km  |                                     | 3267978       |
|          | Brno-Komárov () – Brno ( km 196, km 0) | 2,984 km   |                                     | 3267979       |
|          | Velký městský okruh v Brně | 18,107 km  |                                     | 3267980       |
|          | Brno-Královo Pole () – Sebranice () – Svitavy () – Svitavy-Lačnov () – Třebovice () – Lanškroun – Štíty () – peáž po trase – Červená Voda () – Králíky – Králíky-Dolní Lipka – Polsko | 115,122 km | 7,649                               | 3267981       |
|          | Mohelnice () – Zábřeh – Bludov () – peáž po trase – Šumperk – Rapotín () – Červenohorské sedlo – Jeseník () – Mikulovice – Polsko | 81,211 km  | 5,481                               | 3267982       |
|          | Horní Loděnice () – Bruntál () – Krnov () – Polsko | 47,077 km  |                                     | 3267983       |
|          | Olomouc-Slavonín ( km 267, km 38) – Olomouc (, ) – Horní Loděnice ()– Opava (, ) – Sudice – Polsko | 98,374 km  |                                     | 3267984       |
|          | Vyškov (, km 1) – Kroměříž-západ ( km 264) – Kroměříž – Hulín (úsek přerušení ) – Říkovice ( km 272) – Přerov (konec přerušení úseku ) – Lipník nad Bečvou () – Hranice () – Bělotín ( km 2) – Fulnek () | 70,338 km  |                                     | 3267985       |
|          | Bělotín (úsek km 3) – Nový Jičín () – Příbor (, úsek přerušení km 28 – km 31) – Rychaltice (úsek přerušení km 38 – km 44) – Frýdek-Místek (, úsek přerušení km 49 – km 69) – Český Těšín-Dolní Žukov () – Český Těšín () – Chotěbuz () – Polsko | 17,652 km  | 3,760                               | 3267988       |
|          | Otrokovice ( km 32, ) – Zlín – Vizovice () – Valašská Polanka () – peáž po trase – Horní Lideč () – Střelná – Slovensko | 43,644 km  |                                     | 3267989       |
|          | Brno () – Bedřichovice (úsek přerušení km 203 – km 210) – Holubice – Slavkov u Brna () – Uherské Hradiště () – Starý Hrozenkov – Slovensko | 101,887 km | 4,396                               | 2081479       |
|          | Hodonín () – Slovensko | 3,626 km   |                                     | 3267990       |
|          | Brno (, km 194) – Modřice – Rajhrad (úsek přerušení km 9 – km 26) – Pohořelice () – Mikulov () – Rakousko | 32,828 km  |                                     | 3267991       |
|          | Znojmo () – Pohořelice ( km 26, ) | 38,137 km  |                                     | 3267992       |
|          | Slavkov u Brna () – Kyjov – Veselí nad Moravou () – Blatnice pod Svatým Antonínkem () – Strání-Květná – Slovensko | 83,057 km  |                                     | 3267993       |
|          | Olomouc (, ) – Olomouc-Holice ( km 276) – Přerov () – Říkovice ( km 272) – Hulín () – Otrokovice () – Uherské Hradiště () – Uherský Ostroh () – Veselí nad Moravou () – Petrov () – Hodonín () – Břeclav ( km 48) – Poštorná () – Rakousko | 141,757 km |                                     | 3267994       |
|          | Opava () – Hlučín – Ostrava ( km 361, , úsek přerušení km 40 – km 53) – Frýdek-Místek () – Frýdlant nad Ostravicí – Bílá-Hlavatá () | 79,505 km  |                                     | 3267995       |
|          | Polsko – Bartultovice – Město Albrechtice – Krnov () – Opava (, ) – Fulnek () – Hladké Životice ( km 330) – Nový Jičín () – Valašské Meziříčí () – Vsetín () – Valašská Polanka () – Horní Lideč () – Valašské Klobouky – Brumov-Bylnice – Slovensko | 168,242 km |                                     | 3267996       |
|          | Rožnov pod Radhoštěm () – Frenštát pod Radhoštěm – Příbor ( km 30) – Ostrava () | 47,276 km  |                                     | 3267997       |
|          | Ostrava () – Orlová – Karviná () | 17,264 km  |                                     | 3267998       |
|          | Jeseník () – Javorník – Polsko | 32,802 km  |                                     | 3268000       |
|          | Makotřasy ( km 7) – Buštěhrad – Kladno – Malé Přítočno ( km 12) | 12,833 km  |                                     | 3268001       |
|          | Ústí nad Labem () – Děčín () – Hřensko – Německo | 37,281 km  |                                     | 3268002       |
|          | Bystřany () – Řehlovice ( km 64) | 6,862 km   | 6,862                               | 1930405       |
|          | Františkovy Lázně () – Aš – Německo | 16,384 km  |                                     | 3268003       |
|          | Hodkovice nad Mohelkou () – Jablonec nad Nisou () | 8,335 km   |                                     | 3268004       |
|          | Milín () – Příbram () | 7,809 km   |                                     | 3268005       |
|          | Český Těšín () – Chotěbuz () – Karviná () – Bohumín – Starý Bohumín – Polsko | 31,735 km  |                                     | 3268006       |
|          | Horní Tošanovice ( km 62) – Třinec-Nebory () | 31,886 km  |                                     | 3268007       |
|          | Vsetín () – Vizovice () | 18,038 km  |                                     | 3268008       |
|          | Petrov () – Sudoměřice – Slovensko | 0,729 km   |                                     | 3268010       |
|          | Uherský Ostroh () – Blatnice pod Svatým Antonínkem () – Velká nad Veličkou – Slovensko | 21,596 km  |                                     | 3267590       |
| Celkem   | Celkem | 5 764,520  | 160,045                             |               |

## Mezinárodní silnice vČesku
Českou republikou procházejí, převážně po silnicích I. třídy nebo dálnicích, tyto evropské mezinárodní silnice:
| označení | trasa (křížení se silnicemi I. třídy a s dálnicemi) | délka    | OSM     |
| -------- | --- | -------- | ------- |
|          | Německo – Cheb – Karlovy Vary – Praha ( a ) | 167,5 km | 73057   |
|          | Německo – Vojtanov – Cheb () – Karlovy Vary () – Plzeň – České Budějovice () – Třeboň () – Halámky () – Rakousko                                                     | 318,6 km | 31491   |
|          | Německo – Rozvadov – Plzeň – Praha () – Brno () – Uherské Hradiště – Starý Hrozenkov () – Slovensko                                                                  | 478,5 km | 75486   |
|          | Plzeň – Železná Ruda () – Německo | 83,9 km  | 108340  |
|          | Rakousko – Dolní Dvořiště – České Budějovice – Mirošovice () – Praha () – Lovosice – Krásný les – Německo ()                                                         | 306,0 km | 21572   |
|          | Jihlava () – Znojmo – Hatě () – Rakousko | 94,4 km  | 144173  |
|          | Polsko – Harrachov – Turnov () – Praha () – Brno () – Břeclav – Lanžhot – Slovensko ()                                                                               | 392,6 km | 33232   |
|          | Polsko – Náchod – Hradec Králové () – Praha () | 137,2 km | 6263623 |
|          | Polsko – Český Těšín () – Třinec – Mosty u Jablunkova – Slovensko ()                                                                                                 | 39,1 km  | 2092611 |
|          | Karlovy Vary – Teplice – Děčín – Liberec () – Turnov – Jičín – Hradec Králové – Mohelnice () – Olomouc – Lipník nad Bečvou () – Hranice – Horní Bečva () – Slovensko | 551,3 km | 229973  |
|          | Svitavy – Brno () – Pohořelice () – Mikulov () – Rakousko | 129,1 km | 228525  |
|          | Brno – Vyškov () – Olomouc () – Lipník nad Bečvou () – Bělotín () – Frýdek-Místek – Český Těšín () – Polsko                                                          | 190,7 km | 67631   |
|          | České Budějovice – Jindřichův Hradec – Humpolec () | 106,9 km | 229810  |